# The best of Fuel
The best of Fuel is een verzamelalbum dat bestaat uit nummers van de eerste drie volwaardige albums van Fuel: Sunburn, Something Like Human en Natural Selection. Het album is uitgebracht op 13 december 2005, en bestaat enkel uit alle uitgebrachte singles van de band, behalve "Million Miles" van het album Natural Selection (in plaats daarvan bevat het het nummer "Quarter" van hetzelfde album).

## Track listing
Alle nummers op het album zijn geschreven door Carl Bell. 
1. "Hemorrhage (In My Hands)"
2. "Won't Back Down (Bring You Hell Mix)"
3. "Shimmer"
4. "Bad Day"
5. "Last Time"
6. "Falls on Me"
7. "Jesus or a Gun"
8. "Sunburn"
9. "Bittersweet"
10. "Innocent"
11. "Quarter"